# 高尾滋
高尾 滋（たかお しげる、1975年2月15日 - ）は、日本の漫画家。埼玉県出身。血液型はB型。代表作は『ディア マイン』、『てるてる×少年』、『ゴールデン・デイズ』、『マダム・プティ』。女性。

## 来歴
1995年、投稿作品「人形芝居」が第240回花とゆめまんが家コース優秀賞を受賞。1996年、「写絵」が第28回花とゆめビッグチャレンジ賞で準入選および編集長期待賞を受賞。同年、『花とゆめ』（白泉社）13号に掲載された「不思議図書館」でデビュー。その後、同誌や『別冊花とゆめ』（同）で執筆活動を展開。
1997年、「人形芝居」の続編を『花とゆめ』17号にて発表。翌1998年に第23回白泉社アテナ新人大賞デビュー優秀者賞を受賞。以後同作品は掲載誌を変えながら不定期に発表を継続。
2000年、『花とゆめ』にて「ディア マイン」の連載を開始。2001年にドラマCD発売。
2001年、『花とゆめ』にて「てるてる×少年」の連載を開始。2003年にドラマCD発売。
2005年、『花とゆめ』にて「ゴールデン・デイズ」の連載を開始。
2008年、『花とゆめ』にて「いっしょにねようよ」の連載を開始。
2012年、『別冊花とゆめ』にて「マダム・プティ」の連載を開始。
2018年、『花とゆめAi』（同）にて「ミセス・マーメイド」の連載を開始。
2021年2月、『MELODY』（同）にて喫茶店を舞台とした「曙橋三叉路白鳳喫茶室にて」の連載を開始。同作が高尾の同誌初掲載作品となる。同年7月、『花とゆめAi』Vol.33より埼玉を舞台としてカップルを描いた「まほうのおうち」の連載を開始。

## 作品リスト
発表年は掲載誌の号数に準拠。

### 長期連載
- ディア マイン（『花とゆめ』2000年 - 2001年）
- てるてる×少年（『花とゆめ』2001年 - 2004年）
- ゴールデン・デイズ（『花とゆめ』2005年 - 2008年）
- いっしょにねようよ（『花とゆめ』2008年 - 2011年[5]）
- マダム・プティ（『別冊花とゆめ』2012年[6] - 2018年[7]）
- ミセス・マーメイド（『花とゆめAi』2018年[8] - 2020年[9]）
- 曙橋三叉路白鳳喫茶室にて（『MELODY』2021年4月号[3] - 連載中）
- まほうのおうち（『花とゆめAi』Vol.33（2021年[4]） - 連載中）

### その他
- 太字は連載作品
- 〈掲載誌〉HY：『花とゆめ』 / THY ：『ザ花とゆめ』 / HYPZ：『花とゆめプラチナ増刊』 / HYSZ：『花とゆめステップ増刊』 / BHY：『別冊花とゆめ』 （以上、全て白泉社刊）
- 〈収録〉
  - 〈単行本〉 人形：『人形芝居』 / お帰り：『スロップマンションにお帰り』 / ディア：『ディア マイン』 / 忘れ雪：『忘れ雪の降る頃 高尾滋作品集』
  - 〈文庫本〉 図書館：『不思議図書館 -高尾滋作品集-』

|  | 連載作品 |  | シリーズ作品 | 無色 | 読み切り作品（前後編作品を含む） |

|    | 作品名                        | 掲載誌 | 発表年・掲載号          | 単行本  | 文庫本 | 注記                                                                                               |
| -- | ----------------------------- | ------ | ----------------------- | ------- | ------ | -------------------------------------------------------------------------------------------------- |
| 1  | 帝都南天隊                    | HY     | 1998年18号 - 1998年20号 | 忘れ雪  |        | 初連載作品、全3話                                                                                  |
| 2  | 素顔の風景                    | HY     | 1999年9号 - 1999年12号  | お帰り  | 図書館 | 全4回                                                                                              |
| 3  | トゥモロウランド              | HY     | 1999年21号 - 1999年23号 | 未収録  |        | 全3話                                                                                              |
| 4  | 人形芝居                      | HY     | 1996年7号               | 人形1   |        | デビュー作。後に不定期掲載作となった。受賞歴節も併せて参照。                                       |
| 5  | 不思議図書館                  | HY     | 1996年13号              | お帰り  | 図書館 | |
| 6  | 雪語り春待ち                  | HY     | 1997年1号               | 人形1   | 図書館 | |
| 7  | 人形芝居                      | HY     | 1997年11号              | 人形1   |        | |
| 8  | 人形芝居                      | HYSZ   | 1998年1月15日号         | 人形1   |        | |
| 9  | 歌姫                          | HY     | 1998年5号               | 未収録  |        | |
| 10 | デイジー・トリック            | HYPZ   | 1998年5月15日号         | 忘れ雪  |        | |
| 11 | 人形芝居                      | HYSZ   | 1998年6月15日号         | 人形1   |        | |
| 12 | モナリザ                      | HY     | 1998年14号              | お帰り  | 図書館 | |
| 13 | 人形芝居                      | HYSZ   | 1998年12月15日号        | 人形2   |        | |
| 14 | 人形芝居                      | HY     | 1999年1号               | 人形2   |        | |
| 15 | 人形芝居                      | HYSZ   | 1999年2月15日号         | 人形2   |        | |
| 16 | 人形芝居                      | HYSZ   | 1999年5月1日号          | 人形2   |        | |
| 17 | あじさいの庭                  | HYSZ   | 1999年7月1日号          | お帰り  | 図書館 | |
| 18 | スロップマンションにお帰り    | HY     | 1999年15号              | お帰り  | 図書館 | |
| 19 | 彼方からの手紙                | THY    | 1999年10月1日号         | ディア4 | 図書館 | |
| 20 | 散らない花                    | THY    | 2000年3月1日号          | ディア1 | 図書館 | |
| 21 | 忘れ雪の降る頃                | THY    | 2005年4月1日号          | 忘れ雪  |        | |
| 22 | 人形芝居                      | BHY    | 2006年10月号            | 人形3   |        | |
| 23 | 人形芝居                      | BHY    | 2007年12月号            | 人形3   |        | |
| 24 | 人形芝居                      | BHY    | 2008年7月号             | 人形3   |        | |
| 25 | 名作4コマ博覧会 てるてる×少年 | HY     | 2010年15号              | 未収録  |        | 「てるてる×少年」の4コマ漫画。                                                                     |
| 26 | 愛しのサロメ                  | HY     | 2010年16号              | 未収録  |        | |
| 27 | 人形芝居                      | HYPZ   | 2012年                  | 人形4   |        | |
| 28 | Dear Mine Another             | BHY    | 2014年10月号            | 未収録  |        | 「ディア マイン」の特別編。 付録の「花とゆめ創刊40周年記念SPECIAL 花ゆめメモリーコミック」に収録。 |
| 29 | 人形芝居                      | BHY    | 2015年9月号             | 人形4   |        | |
| 30 | 人形芝居                      | BHY    | 2018年3月号             | 人形4   |        | |

### 書籍
詳細は各リンク先を参照。特記が無い限り単行本は白泉社の花とゆめコミックスレーベル、文庫版は白泉社文庫レーベルよりそれぞれ刊行。

#### 単行本
- 『人形芝居』既刊4巻
- 『スロップマンションにお帰り』
- 『ディア マイン』全4巻
- 『てるてる×少年』全11巻
- 『ゴールデン・デイズ』全8巻
- 『いっしょにねようよ』全6巻
- 『忘れ雪の降る頃 高尾滋作品集』
- 『マダム・プティ』全11巻
- 『ミセス・マーメイド』全4巻 ※花とゆめコミックススペシャル
- 『曙橋三叉路白鳳喫茶室にて』2022年[10] - 、既刊4巻（2025年1月20日現在）
- 『まほうのおうち』既刊3巻（2025年1月20日現在）

#### 文庫版
- 『ディア マイン』全2巻
- 『てるてる×少年』全6巻
- 『不思議図書館 -高尾滋作品集-』
- 『ゴールデン・デイズ 全4巻』

## 受賞歴
- 第240回花とゆめまんが家コース優秀賞（1996年・受賞作「人形芝居」）
- 第23回白泉社アテナ新人大賞デビュー優秀者賞（1998年・受賞作「人形芝居」）